# Atletismo nos Jogos Olímpicos de Verão de 1948
Nos Jogos Olímpicos de Verão de 1948, 33 eventos do atletismo foram realizados, sendo 24 masculinos e 9 femininos. Quatro provas fizeram a estreia durante os Jogos: os 10 quilômetros de marcha atlética para homens e os 200 metros, o salto em distância e o lançamento de peso para mulheres.

## Medalhistas
Masculino
| Evento                         | Ouro                                                                          | Prata                                                                         | Bronze                                                                    |
| ------------------------------ | ----------------------------------------------------------------------------- | ----------------------------------------------------------------------------- | ------------------------------------------------------------------------- |
| 100 metros detalhes            | Harrison Dillard USA Estados Unidos                                           | Barney Ewell USA Estados Unidos                                               | Lloyd LaBeach PAN Panamá                                                  |
| 200 metros detalhes            | Mel Patton USA Estados Unidos                                                 | Barney Ewell USA Estados Unidos                                               | Lloyd LaBeach PAN Panamá                                                  |
| 400 metros detalhes            | Arthur Wint JAM Jamaica                                                       | Herb McKenley JAM Jamaica                                                     | Malvin Whitfield USA Estados Unidos                                       |
| 800 metros detalhes            | Malvin Whitfield USA Estados Unidos                                           | Arthur Wint JAM Jamaica                                                       | Marcel Hansenne FRA França                                                |
| 1500 metros detalhes           | Henry Eriksson SWE Suécia                                                     | Lennart Strand SWE Suécia                                                     | Wim Slijkhuis NED Países Baixos                                           |
| 5000 metros detalhes           | Gaston Reiff BEL Bélgica                                                      | Emil Zátopek TCH Checoslováquia                                               | Wim Slijkhuis NED Países Baixos                                           |
| 10000 metros detalhes          | Emil Zátopek TCH Checoslováquia                                               | Alain Mimoun FRA França                                                       | Bertil Albertsson SWE Suécia                                              |
| 110 m com barreiras detalhes   | William Porter USA Estados Unidos                                             | Clyde Scott USA Estados Unidos                                                | Craig Dixon USA Estados Unidos                                            |
| 400 m com barreiras detalhes   | Roy Cochran USA Estados Unidos                                                | Duncan White CEY Ceilão                                                       | Rune Larsson SWE Suécia                                                   |
| 3000 m com obstáculos detalhes | Tore Sjöstrand SWE Suécia                                                     | Erik Elmsäter SWE Suécia                                                      | Göte Hagström SWE Suécia                                                  |
| Revezamento 4x100 m detalhes   | Barney Ewell Lorenzo Wright Harrison Dillard Mel Patton USA Estados Unidos    | Alastair McCorquodale John Gregory Kenneth Jones John Archer GBR Grã-Bretanha | Michele Tito Enrico Perucconi Carlo Monti Antonio Siddi ITA Itália        |
| Revezamento 4x400 m detalhes   | Roy Cochran Cliff Bourland Arthur Harnden Malvin Whitfield USA Estados Unidos | Jean Kerebel François Schewetta Robert Chef d’Hotel Jacques Lunis FRA França  | Kurt Lundquist Lars-Erik Wolfbrandt Folke Alnevik Rune Larsson SWE Suécia |
| Maratona detalhes              | Delfo Cabrera ARG Argentina                                                   | Thomas Richards GBR Grã-Bretanha                                              | Etienne Gailly BEL Bélgica                                                |
| Marcha atlética 10 km detalhes | John Mikaelsson SWE Suécia                                                    | Ingemar Johansson SWE Suécia                                                  | Fritz Schwab SUI Suíça                                                    |
| Marcha atlética 50 km detalhes | John Ljunggren SWE Suécia                                                     | Gaston Godel SUI Suíça                                                        | Tebbs Lloyd-Johnson GBR Grã-Bretanha                                      |
| Salto em altura detalhes       | John Winter AUS Austrália                                                     | Bjørn Paulson NOR Noruega                                                     | George Stanich USA Estados Unidos                                         |
| Salto com vara detalhes        | Guinn Smith USA Estados Unidos                                                | Erkki Kataja FIN Finlândia                                                    | Bob Richards USA Estados Unidos                                           |
| Salto em distância detalhes    | Willie Steele USA Estados Unidos                                              | Theo Bruce AUS Austrália                                                      | Herbert Douglas USA Estados Unidos                                        |
| Salto triplo detalhes          | Arne Åhman SWE Suécia                                                         | George Avery AUS Austrália                                                    | Ruhi Sarıalp TUR Turquia                                                  |
| Arremesso de peso detalhes     | Wilbur Thompson USA Estados Unidos                                            | Jim Delaney USA Estados Unidos                                                | Jim Fuchs USA Estados Unidos                                              |
| Lançamento de dardo detalhes   | Tapio Rautavaara FIN Finlândia                                                | Steve Seymour USA Estados Unidos                                              | József Várszegi HUN Hungria                                               |
| Lançamento de disco detalhes   | Adolfo Consolini ITA Itália                                                   | Giuseppe Tosi ITA Itália                                                      | Fortune Gordien USA Estados Unidos                                        |
| Lançamento de martelo detalhes | Imre Németh HUN Hungria                                                       | Ivan Gubijan YUG Iugoslávia                                                   | Robert Bennett USA Estados Unidos                                         |
| Decatlo detalhes               | Bob Mathias USA Estados Unidos                                                | Ignace Heinrich FRA França                                                    | Floyd Simmons USA Estados Unidos                                          |

Feminino
| Evento                       | Ouro | Prata                                                                      | Bronze                                                          |
| ---------------------------- | --- | -------------------------------------------------------------------------- | --------------------------------------------------------------- |
| 100 metros detalhes          | Fanny Blankers-Koen NED Países Baixos                                                                     | Dorothy Manley GBR Grã-Bretanha                                            | Shirley Strickland AUS Austrália                                |
| 200 metros detalhes          | Fanny Blankers-Koen NED Países Baixos                                                                     | Audrey Williamson GBR Grã-Bretanha                                         | Audrey Patterson USA Estados Unidos                             |
| 80 m com barreiras detalhes  | Fanny Blankers-Koen NED Países Baixos                                                                     | Maureen Gardner GBR Grã-Bretanha                                           | Shirley Strickland AUS Austrália                                |
| Revezamento 4x100 m detalhes | Xenia Stad-de Jong Netti Witziers-Timmer Gerda van der Kade-Koudijs Fanny Blankers-Koen NED Países Baixos | Shirley Strickland June Maston Elizabeth McKinnon Joyce King AUS Austrália | Viola Myers Nancy MacKay Diane Foster Patricia Jones CAN Canadá |
| Salto em altura detalhes     | Alice Coachman USA Estados Unidos                                                                         | Dorothy Tyler-Odam GBR Grã-Bretanha                                        | Micheline Ostermeyer FRA França                                 |
| Salto em distância detalhes  | Olga Gyarmati HUN Hungria                                                                                 | Noemí Simonetto ARG Argentina                                              | Ann-Britt Leyman SWE Suécia                                     |
| Arremesso de peso detalhes   | Micheline Ostermeyer FRA França                                                                           | Amelia Piccinini ITA Itália                                                | Ine Schäffer AUS Austrália                                      |
| Lançamento de dardo detalhes | Herma Bauma AUT Áustria                                                                                   | Kaisa Parviainen FIN Finlândia                                             | Lily Carlstedt DEN Dinamarca                                    |
| Lançamento de disco detalhes | Micheline Ostermeyer FRA França                                                                           | Edera Cordiale ITA Itália                                                  | Jacqueline Mazeas FRA França                                    |

## Quadro de medalhas

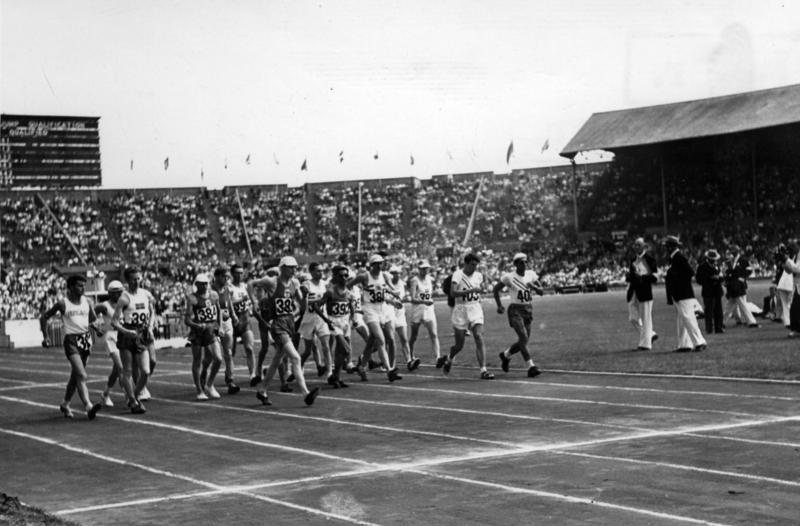
Disputa dos 50 km de marcha atlética, prova vencida pelo sueco John Ljunggren.

| Ordem | País               | Medalha de ouro | Medalha de prata | Medalha de bronze |    |
| ----- | ------------------ | --------------- | ---------------- | ----------------- | -- |
| 1     | USA Estados Unidos | 12              | 5                | 10                | 27 |
| 2     | SWE Suécia         | 5               | 3                | 5                 | 13 |
| 3     | NED Países Baixos  | 4               |                  | 2                 | 6  |
| 4     | FRA França         | 2               | 3                | 3                 | 8  |
| 5     | HUN Hungria        | 2               |                  | 1                 | 3  |
| 6     | AUS Austrália      | 1               | 3                | 2                 | 6  |
| 7     | ITA Itália         | 1               | 3                | 1                 | 5  |
| 8     | FIN Finlândia      | 1               | 2                |                   | 3  |
| 8     | JAM Jamaica        | 1               | 2                |                   | 3  |
| 10    | ARG Argentina      | 1               | 1                |                   | 2  |
| 10    | TCH Checoslováquia | 1               | 1                |                   | 2  |
| 12    | AUT Áustria        | 1               |                  | 1                 | 2  |
| 12    | BEL Bélgica        | 1               |                  | 1                 | 8  |
| 14    | GBR Grã-Bretanha   |                 | 6                | 1                 | 7  |
| 15    | SUI Suíça          |                 | 1                | 1                 | 2  |
| 16    | CEY Ceilão         |                 | 1                |                   | 1  |
| 16    | YUG Iugoslávia     |                 | 1                |                   | 1  |
| 16    | NOR Noruega        |                 | 1                |                   | 1  |
| 19    | PAN Panamá         |                 |                  | 2                 | 2  |
| 20    | CAN Canadá         |                 |                  | 1                 | 1  |
| 20    | DEN Dinamarca      |                 |                  | 1                 | 1  |
| 20    | TUR Turquia        |                 |                  | 1                 | 1  |
| TOTAL | TOTAL              | 33              | 33               | 33                | 99 |